# Sông Đông êm đềm
Sông Đông êm đềm (tiếng Nga: Тихий Дон, Tikhy Don) là bộ tiểu thuyết vĩ đại nhất của nhà văn Nga Mikhail Aleksandrovich Sholokhov. Với tác phẩm này, Sholokhov đã được tặng Giải Nobel văn học năm 1965.

## Sáng tác
Sau khi tham gia cuộc Nội chiến ở phía Hồng quân năm 1920, Sholokhov trở về quê, một làng Cossack thuộc trấn Veshenskaya vùng sông Đông (nay là tỉnh Rostovsky, Liên bang Nga) năm 1924. Ông bắt đầu viết Sông Đông êm đềm từ năm 1925 và lần lượt phát hành:
- Phần một, (1928), viết về giai đoạn 1912 đến 1916: nhân vật chính Gregori Melekhov mới bắt đầu lớn lên, gia nhập quân ngũ và tham gia chiến tranh thế giới lần thứ nhất.
- Phần hai (1929), viết về giai đoạn 1916 đến đầu 1918, giai đoạn cuộc Cách mạng tháng Mười nổ ra, hoạt động của đội quân Bạch vệ của tướng Cornhilov, khởi đầu cuộc Nội chiến Nga.
- Phần ba (1933), viết về giai đoạn đầu 1918 đến tháng 5 năm 1919, giai đoạn cuộc nội chiến diễn ra khốc liệt.
- Phần bốn (1940), viết về giai đoạn từ tháng 5 năm 1919 cho đến khi cuộc nội chiến kết thúc năm 1922.

Bản dịch tiếng Việt phổ biến nhất là của dịch giả Nguyễn Thụy Ứng, được in thành tám tập. Năm 2005, được in làm bốn tập, trong đó dịch giả đã hiệu đính lại bản dịch, thêm phần phụ lục để giới thiệu một số đoạn trước đây bị cắt bỏ. Lần tái bản gần nhất (2007), Nhà xuất bản Văn học gộp thành hai quyển.

## Nội dung
Sông Đông êm đềm miêu tả một giai đoạn lịch sử mười năm từ 1912 đến 1922 trong phạm vi địa lý rộng lớn: mặt trận miền Tây nước Nga trong Chiến tranh thế giới thứ nhất, Ukraina, Ba Lan, România cho đến Sankt-Peterburg, Moskva nhưng chủ yếu diễn ra ở hai bờ sông Đông và tập trung vào một làng Cossack ven sông. Trong phần đầu của tiểu thuyết, Sholokhov đã quay lại quá khứ của gia đình Melekhov từ thời người ông nội với cô vợ người Thổ Nhĩ Kỳ bị người dân Cossack xa lánh và dị nghị do lối sống kì lạ. Gregori Melekhov là con thứ hai trong một gia đình ông nội là người Cossack, bà nội là người Thổ Nhĩ Kỳ. Gregori đem lòng yêu Aksinia, vợ một người hàng xóm và nhằm ngăn cản mối quan hệ này, gia đình Melekhov cưới Natalia cho chàng. Để được tiếp tục sống bên nhau, Gregori và Aksinia cùng bỏ nhà đi làm thuê. Tủi nhục, phẫn uất, Natalia đã quyên sinh nhưng không chết. Gregori phải đi lính khi đến tuổi và cùng với những chàng trai Cossack khác, trong đó có người anh Pyotr nhập ngũ trước đó chiến đấu chống lại quân Áo, Đức trong những năm đầu của Chiến tranh thế giới thứ nhất. Tham gia chiến tranh, do cứu sống một Trung tá bị thương, chàng được tặng Huân chương thánh Gorge đồng thời cảm nhận thấy tính chất tàn bạo, vô nghĩa của chiến tranh và luôn day dứt về điều đó. Ở quê nhà, Aksinia sống trong cơ cực, cô đơn, tuyệt vọng, đứa con đầu lòng cũng không sống nổi vì bệnh tật, nàng đã chấp nhận quan hệ với Evgeni, con trai của chủ nhà. Bị thương và về phép, biết được chuyện của Aksinia, Gregori quay trở về sống với Natalia và sau khi chàng trở lại quân ngũ ít lâu thì Natalia sinh đôi một trai, một gái. Cách mạng tháng Mười nổ ra, trong những ngày hỗn loạn ấy, Gregori bị xô đẩy hết từ "bên Đỏ" rồi lại sang "bên Trắng". Mặc dù chán ghét và không ý thức được mình chém giết để làm gì nhưng vó ngựa Cossack của Gregori vẫn phiêu bạt khắp các chiến trường, lao vào những trận đánh đẫm máu. Bất chấp những gì đã xảy ra, Gregori và Aksinia vẫn yêu nhau và họ đã nối lại quan hệ. Tuyệt vọng, Natalia nhờ một bà lang băm bỏ đi giọt máu của mình và Gregori mà nàng đang mang trong người rồi chết do mất máu, trước khi chết Natalia đã tha thứ cho Gregori. Không lâu sau, con gái của Gregori và Natalia cũng chết do thiếu thốn, bệnh tật. Sau khi giải ngũ về quê, đã chán ghét cảnh chém giết trên chiến trường chàng chỉ mong có một cuộc sống bình yên cùng Aksinia. Bất chấp điều đó và mặc dù giữa em gái Gregori với Miska Kosevoi, một người bạn của chàng đã trở thành đại diện cho chính quyền Xô viết trong vùng yêu nhau tha thiết, chàng luôn sống trong sự đe dọa phải trả giá cho những gì đã gây ra khi chống lại chính quyền mới. Lo sợ trước nguy cơ bị bắt giam và xét xử, Gregori bỏ trốn theo quân thổ phỉ của Fomin. Chính quyền Xô viết ngày càng được củng cố và toán phỉ của Fomin không còn đất dung thân, Gregori đem Aksinia bỏ trốn đi một nơi xa mong có được cuộc sống yên ổn nhưng trên đường trốn chạy bị phát hiện, truy đuổi, Aksinia trúng đạn chết trên tay Gregori. Cùng trong lúc này, Gregori đã đem tất cả vũ khí thả xuống sông Đông như một hành động giã từ vũ khí. Trở về vùng sông Đông, anh gặp lại con trai. Anh được biết bố mẹ đã mất, anh trai (lính bảo hoàng) bị em rể (hồng quân) giết. Tất cả những gì còn lại của Gregori trên đời là đứa con trai duy nhất. Hình ảnh cuối cùng của bộ tiểu thuyết là cảnh Gregori bồng đứa con về nhà.

## Đặc điểm
Người ta thường so sánh Sông Đông êm đềm với Chiến tranh và Hoà bình của Lev Nikolayevich Tolstoy. Bộ sử thi này một trong những tác phẩm tiêu biểu nhất của trường phái Hiện thực Xã hội chủ nghĩa mà trong đó Sholokhov đã hợp nhất được những di sản nghệ thuật của Tolstoy và Gogol.
Ngay từ chương mở đầu tác phẩm đưa đã đưa độc giả vào cuộc sống của những người nông dân Cossack vùng sông Đông trước cách mạng tháng Mười với nếp sống phong kiến gia trưởng nghiệt ngã, cùng những xung đột căng thẳng trong những quan hệ gia đình, sinh hoạt. Từ chương 2 hành động của tiểu thuyết mở rộng dần sang những vấn đề xã hội nóng bỏng gắn liền với những biến động của lịch sử diễn ra trên đất nước: những định kiến của người dân Cossack, vốn trước kia được Nga hoàng ưu đãi đặc biệt nhằm mua chuộc, sử dụng để chống phá mọi phong trào cách mạng, sự phân hóa xã hội trong cộng đồng Cossack, cuộc đấu tranh giai cấp đặc biệt phức tạp và ác liệt vùng sông Đông. Trong các tập 2, 3 và 4, tác phẩm tập trung miêu tả bối cảnh lịch sử những năm nội chiến, những xung đột gia đình gắn với xung đột xã hội.
Cũng như các tác giả kinh điển của trường phái hiện thực, Sholokhov đã viết Sông Đông êm đềm với tất cả sự thật dù tàn nhẫn nhưng là logic tất yếu của hoàn cảnh, tác động xã hội. Mặc dù rất đáng yêu, đáng được hưởng hạnh phúc nhưng số phận của Gregori, Aksinia, Natalia và nhiều nhân vật khác nữa đều bi thảm trong dòng chảy khốc liệt của những biến động xã hội lớn lao ở nước Nga thời kỳ Nội chiến. Bộ sử thi đồ sộ với trên 100 nhân vật diễn ra trong 10 năm trên một không gian rộng lớn, với những sự kiện dồn dập nhưng được kết cấu vô cùng chặt chẽ. Mỗi nhân vật đều được mô tả với đặc điểm tâm lý, tính cách và cả thể hình rất riêng biệt, từ người nông dân bần cùng nhiệt tình đi theo cách mạng đến tầng lớp phú nông chống phá cách mạng với lòng hằn thù sâu sắc, từ những đảng viên trung kiên đến những chỉ huy, binh lính trong các đạo quân bạch vệ liều lĩnh và tàn bạo, từ những chàng trai Cossack bộc trực và quả cảm đến những cô gái Cossack yêu thương say đắm và giàu lòng vị tha. Độc giả bị cuốn hút bởi tính cách, tâm hồn Aksinia và cũng nhớ cả "lọn tóc trên cái gáy rám nắng" của nàng. Tính hiện thực sâu sắc của Sông Đông êm đềm thể hiện rõ nét ở từng hình tượng nhân vật với tất cả những gì tốt đẹp, bình thường, thậm chí xấu xa như cuộc đời vẫn luôn là như vậy. Aksinia hấp dẫn, mãnh liệt, chiến đấu đến cùng để giành giật tình yêu nhưng cũng không vượt qua nổi những phút cô đơn, tuyệt vọng và cả bản năng rất đàn bà. Natalia thủy chung, hiền dịu nhưng nhẫn nhục, cam chịu và yếu đuối. Chính vì vậy những nhân vật của Sông Đông êm đềm lại càng thực, càng sống trong lòng độc giả. Với tình yêu và hấp thụ được cái hồn của vùng đất sông Đông, Sholokhov đã đưa vào Sông Đông êm đềm cảnh vật quê hương, những tập tục, những bài dân ca một cách nhuần nhuyễn, hòa quyện với con người.
Trong Sông Đông êm đềm hình tượng nhân vật Gregori tiêu biểu cho tầng lớp trung nông bị cuốn xoáy vào cuộc nội chiến sau Cách mạng tháng 10 Nga. Tính cách của Gregori phức tạp, mâu thuẫn. Đó là một con người chính trực, tự trọng, nồng nhiệt, mạnh mẽ và dũng cảm rất Cossack, yêu làng xóm và quê hương, nhưng cũng có những mặt xấu như thô bạo, ít nhiều tàn nhẫn và tư hữu. Với những định kiến đã hình thành từ lâu trong cộng đồng Cossack, Gregori cho rằng cách mạng đã tước đoạt mất những quyền lợi của cộng đồng Cossack, xâm phạm vào truyền thống, danh dự của họ. Gregori muốn rằng những người Cossack không theo phe đỏ cũng không thuộc phe trắng, nhưng rồi cuộc đấu tranh quyết liệt diễn ra ngay trên quê hương sông Đông, ngay trong những người Cossack đã không cho phép họ lựa chọn con đường thứ ba. Gregori đã đi theo quân bạch vệ chống chính quyền Xô Viết. Nhưng giữa những ngày tháng đó chàng vẫn không thôi dằn vặt, cảm thấy mình lạc lõng, đau khổ với những quyết định của mình. Gregori đã bỏ trốn về nhà mà trong thâm tâm vẫn chưa xác định được con đường tất yếu phải đi. Những định kiến và tư tưởng cũ vẫn níu giữ Gregori trong tư thế bấp bênh, lưng chừng, có lúc chàng gia nhập hồng quân, có lúc lại bị cuốn về phe đối nghịch. Kết cục của sự lừng chừng giữa những dòng xoáy của xã hội đã khiến chàng không tìm được cho mình một con đường, không tìm thấy ý nghĩa của cuộc sống, những người phụ nữ gắn bó với chàng phải chịu kết cục thảm thương và bản thân chàng rơi vào tình thế nguy hiểm khi mang trọng tội phản bội chính quyền xô viết và bên mình không còn một ai thân thích.
Không chỉ những nhân vật được khắc họa tới mức điển hình, những vấn đề muôn thuở của con người như tình yêu, ý nghĩa cuộc sống, những quan hệ họ tộc và làng xóm được mô tả rất thành công, Sông Đông êm đềm còn biểu hiện một cách chân thực, sống động cuộc sống, số phận của cả một dân tộc, một vùng đất của người Cossack và của người dân Nga nói chung trong thời kỳ Nội chiến đúng như trong lời một bài hát Cossack cổ:
Mảnh đất thân thương, mảnh đất vinh quang của chúng ta được gieo những cái đầu Cossack
Điểm trang sông Đông êm đềm của chúng ta có những nàng gái góa trẻ măng
Hoa nở trên sông Đông êm đềm, cha của chúng ta là bầy trẻ thơ côi cút
Sông Đông êm đềm đầy nước mắt những người mẹ, người cha
"Sức mạnh nghệ thuật và sự chính trực, mà với nó, trong cuốn sử thi sông Đông, ông đã biểu hiện cả một giai đoạn lịch sử của người dân Xô viết.'" chính là những gì làm nên Giải Nobel Văn học của Sholokhov.

## Nghi vấn về tác giả
Sau khi Sông Đông êm đềm được xuất bản và kéo dài nhiều thập kỷ, trong tình trạng bản thảo bị thất lạc sau những năm phát xít Đức chiếm đóng Veshenskaya, đã dấy lên những cuộc tranh luận về việc Sholokhov đã viết tác phẩm này phần lớn dựa trên bản thảo của một nhà văn Cossack đồng hương, sĩ quan Bạch vệ Fyodor Kryukov (đã mất năm 1920). Nhà văn Alexandr Isayevich Solzhenitsyn (Giải Nobel Văn học năm 1970) là một trong những người ủng hộ tích cực nhất quan điểm này.
Các luận cứ chính được đưa ra là:
- Sholokhov là người ít học (ông chỉ học bốn năm cấp một ở trường làng rồi bỏ học đi làm liên lạc cho Hồng quân)
- Sholokhov còn quá trẻ và thiếu trải nghiệm cuộc sống để có thể viết nên những áng văn như thế (khi phần đầu tiên của Sông Đông êm đềm được xuất bản năm 1928, Sholokhov mới 23 tuổi)
- Các tác phẩm sau này của Sholokhov có chất lượng văn chương kém hẳn Sông Đông êm đềm.

Năm 1984, một tập thể các nhà khoa học Bắc Âu đứng đầu là Geir Kjetsaa, Giáo sư trường Đại học Oslo đã áp dụng các phương pháp khoa học để dùng máy tính phân tích, so sánh văn bản của Sông Đông êm đềm với các tác phẩm khác của Sholokhov và đưa ra kết luận ủng hộ quan điểm ông chính là tác giả.
Tháng 11 năm 1999, Ủy ban Di sản văn học của Sholokhov đã họp báo công bố tìm thấy bản thảo phần một và phần hai của Sông Đông êm đềm. Các công việc của ủy ban này đã được Tổng thống Nga Vladimir Putin ủng hộ, giúp đỡ.

## Chuyển thể
- Sông Đông êm đềm (phim, 1930), đạo diễn Olga Preobrazhenskaya, Ivan Pravov
- Sông Đông êm đềm (phim truyền hình, 1957 - 1958), đạo diễn Sergey Gerasimov
- Sông Đông êm đềm (phim truyền hình, 1992), đạo diễn Sergey Bondarchuk
- Sông Đông êm đềm (phim bộ 14 tập, 2015), đạo diễn Sergey Ursulyak, có phụ đề tiếng Việt